# Château d'Artstetten
Le château d'Artstetten est un château dans la commune d'Artstetten-Pöbring, dans le district de Melk en Basse-Autriche, possession des Hohenberg.

## Histoire
De l'ancien château-fort sur les hauts du Danube, il ne reste presque rien. Les premières constructions de l'actuel château datent de 1263. En 1570 la façade sud fut reconstruite par Mathhäus Grundreching et, entre 1691 et 1698, Maximilian Braun von Rottenhaus termina la construction en y ajoutant deux ailes. Tout le village y compris le château brûla en 1730 et de nouveau en 1760. Les bulbes très caractéristiques de ce château, ainsi que la partie basse avec ses deux tours, datent de 1912 et ont été commandés par l'archiduc héritier François-Ferdinand d'Autriche, Artstetten étant la seule véritable propriété de famille qu'il ait hérité de son père.
En effet, la famille impériale autrichienne l'achète en 1823 en même temps que les châteaux de Leiben, Pöggstal et Luberegg. Le château d'Artstetten est prévu comme résidence de veuvage pour l'impératrice Caroline-Auguste de Bavière, épouse de l'empereur François II du Saint Empire qui deviendra François I d'Autriche. Par la suite, s'y installent François-Charles d'Autriche en 1835 et Charles-Louis, le frère de François-Joseph Ier d'Autriche, en 1861. En 1866, Maximilien Ier du Mexique, qui devait renoncer à toutes prérogatives en Autriche, l'achète de son frère l'archiduc Charles-Louis d'Autriche dans le but d'avoir une résidence en Autriche. En revanche il ne paiera jamais le prix convenu, tout en laissant une partie des dettes de sa succession à la branche de son frère ainsi qu'un nombre important d'objets, tableaux et meubles qu'il avait fait entreposer à Artstetten durant sa période mexicaine.
En 1889, le prince héritier François-Ferdinand reçoit le château de son père, Charles-Louis d'Autriche. Contrairement aux châteaux de Konopiště et Chlumec (Bohême) ou Lölling (Autriche) dont il fait l'acquisition, il considère Artstetten comme son seul bien de famille. Il modernise le château pour qu'il puisse un jour servir de résidence de veuvage à son épouse. La naissance d'un quatrième enfant mort-né peu avant l'attentat de Sarajevo le décidera à construire un nouveau caveau pour lui, son épouse la duchesse de Hohenberg et ses enfants. La caveau se trouve sous l'église actuelle et remplace l'ancien caveau du château, lequel est réhabilité pour ses descendants issus du mariage de la princesse Anita de Hohenberg et du comte Romée de La Poëze d'Harambure (voir ci-dessous).
En 1914, après l'attentat de Sarajevo, Maximilien de Hohenberg, le fils aîné âgé de 12 ans, en hérite. Après l'expropriation de Konopiste et de Chlumetz en République tchèque, il en fait l'une de ses résidences principales. Juste après l'Anschluss, Maximilien est exproprié de toutes ses propriétés en Autriche, Lölling, Eisenertz, et le palais Hohenberg à Vienne, et expulsé avec son frère Ernest pour être interné dans le camp de concentration de Dachau. L'intérieur du château d'Artstetten est alors prévu pour le musée du Reich à Linz. Après la Seconde Guerre  mondiale, le château et les propriétés mentionnées ci-dessus seront restitués en 1949 comme biens spoliés à la maison de Hohenberg. Il lègue le château et la propriété à son fils ainé, François.
Après la mort de ce dernier en 1977, sa veuve, la princesse Élisabeth de Luxembourg, princesse de Bourbon-Parme et princesse de Nassau, lègue le château à sa fille aînée Anita. Celle-ci épouse en 1978 à Artstetten le comte Romée de La Poëze d'Harambure et en fait sa résidence principale. Celui-ci procède à l'inscription du château comme monument historique, le rénove et le modernise complètement et, ce faisant, fonde en 1982 un musée retraçant la vie de l'archiduc François-Ferdinand d'Autriche tout d'abord sous le thème « De Sarajevo à Mayerling » puis sous celui « Trône ou Amour ». Ils auront quatre enfants qui s'impliqueront aussi dans la conservation de ce patrimoine. Depuis 2003, le château est la propriété de la fondation « Anita de Hohenberg ». Celle-ci se charge de gérer les archives du château, ce qui permet de réaliser des expositions temporaires sur des sujets variés concernant l'intimité de la famille impériale d'Autriche.
En 2004, l'Oesterreichische Nationalbank émet une pièce de collection d'une valeur de 10 euros consacrée au château d'Artstetten. En 2014 eut lieu un requiem concernant le centenaire de l'assassinat de Sarajevo, lequel fut à l'origine de la Première Guerre mondiale. La famille de Habsbourg y participa massivement ainsi que le gouvernement et les différents régiments, lesquels déposèrent nombre de gerbes dans le caveau familial. Pour éviter la dispersion des archives, la division de la propriété et maintenir l'aspect historique du site, celle-ci est devenue une fondation familiale sous l'autorité des descendants La Poëze d'Harambure.

## Église et crypte familiale

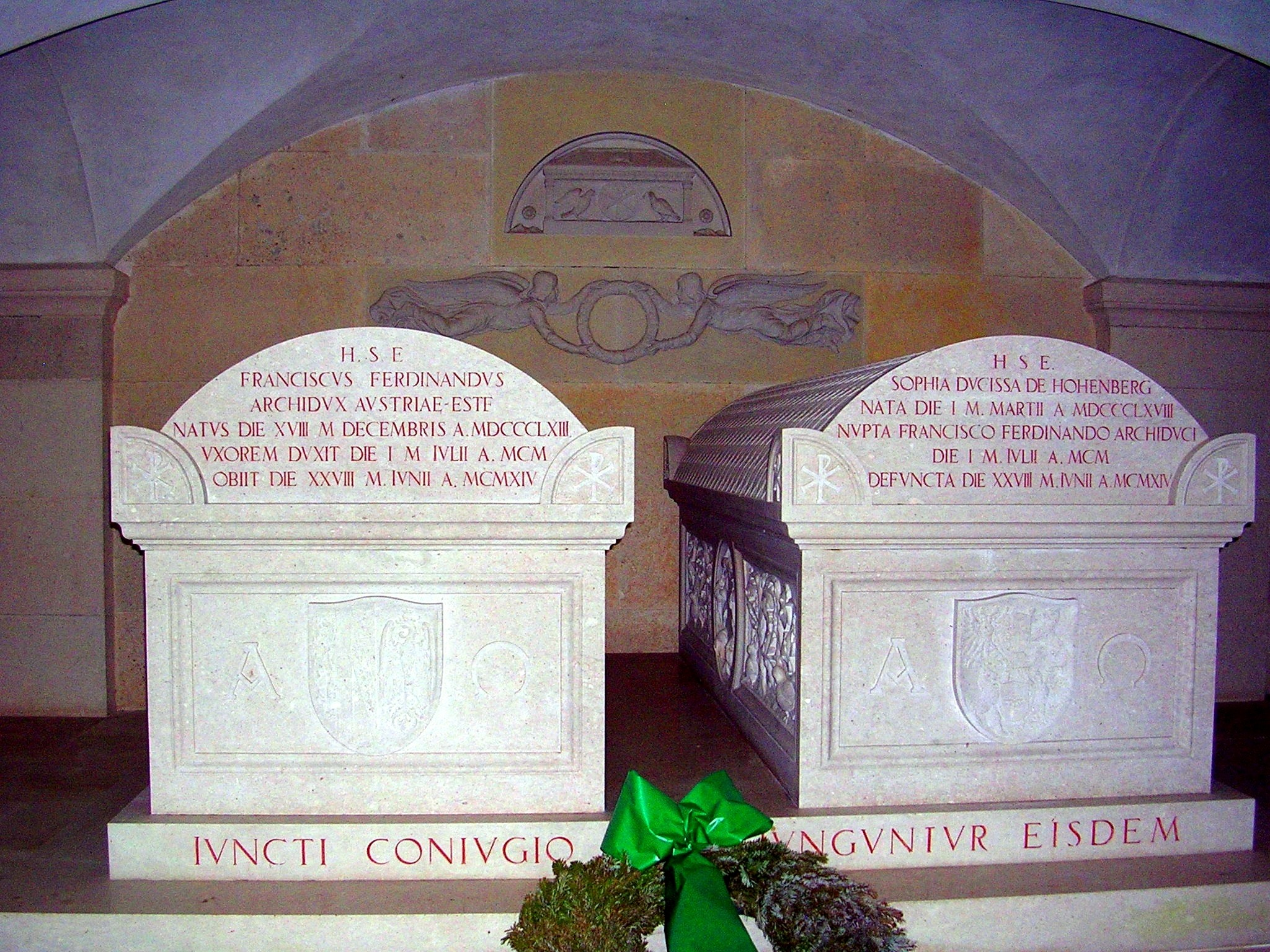
Tombes de l’archiduc François-Ferdinand d’Autriche et de Sophie Chotek.

L’église Saint-Jacques-le-Majeur se trouve à l’est du château, reliée par un escalier à la ville d’Artstetten-Pöbring. L’église gothique est agrandie entre 1691 et 1698 par la construction d’une salle baroque adjacente au château. Juste avant la Première Guerre mondiale, l’archiduc François-Ferdinand réorganise l’église dans le style de l’historicisme.
En 1909, il signe le contrat pour la construction d’un caveau familial de douze places sous l’église pour lui, son épouse et leurs enfants. Ce caveau est aujourd’hui encore un haut-lieu de l’histoire de l’Autriche et fait l’objet de cérémonies officielles le 28 juin de chaque année. En 1955, après la mort du prince Ernst de Hohenberg, le caveau est agrandi sous la place devant l’église. Aujourd'hui, il continue de servir de caveau familial pour la famille ducale et princière de Hohenberg.
Le vieux caveau du château d’Artstetten, lequel se situe directement sous l’église, est réhabilité pour tous les descendants de la princesse Anita de Hohenberg et du comte Romée de la Poëze d’Harambure actuellement responsable de l’avenir de cette propriété.